# 러시아의 군주 배우자 목록
이 문서는 러시아의 역사에서 군림한 군주의 배우자를 나타낸 문서이다. 러시아는 타국의 공주, 공녀, 대공녀 등이 결혼을 하면 러시아 정교회에서 세례명을 준다.

## 블라디미르 대공비

### 류리크 왕조
- 마리아 (?-1316) : 다니엘 대공의 아내.

## 모스크바 대공비

### 류리크 왕조
- 마리아 (?-1316) : 다니엘 대공의 아내.

## 러시아 차레챠
- 마르타 헬레나 (1712-1721) : 표트르 1세의 아내. 차레챠 작위가 폐지되고, 황후로 승격됨.

## 러시아 황후

### 로마노프 왕가
- 마르타 헬레나 (1721-1725) : 표트르 1세 사후 러시아 여제가 됨.

### 홀슈타인고트로프로마노프 왕가
- 예카테리나 벨리카야 (1761-1762) : 표트르 3세의 아내였으나, 민심을 잃은 그를 폐위시키고, 스스로 러시아 여제가 됨.
- 마리아 표도로브나 (뷔르템베르크의 조피 도로테아) (1796-1801) : 파벨 1세의 아내.
- 옐리자베타 알렉세예브나 (바덴의 루이제) (1801-1825) : 알렉산드르 1세의 아내.
- 알렉산드라 표도로브나 (프로이센의 샤를로테) (1825-1855) : 니콜라이 1세의 아내.
- 마리아 알렉산드로브나 (헤센의 마리) (1855-1880) : 알렉산드르 2세의 아내.
- 마리아 표도로브나 (덴마크의 다우마) (1881-1894) : 알렉산드르 3세의 아내.
- 알렉산드라 표도로브나 (헤센의 알릭스) (1894-1917) : 니콜라이 2세의 아내.

## 같이 보기
- 러시아의 군주